# SRM M1216半自動霰彈槍
SRM M1216是一系列由美国槍械製造商薩姆武器公司所設計和生產的16發可拆卸式四管旋轉彈筒供彈兼延遲反衝式半自動霰彈槍（戰鬥霰彈槍），設計為機動性、輕量化、短槍身，給家庭防衞和執法機關使用，發射12鉛徑霰彈。

## 設計細節
SRM M1216採用了傳統型滾輪延遲反衝式操作原理，與著名的HK G3系列自動步槍的結構相彷，這對於霰彈槍而言卻是相當不尋常的事。它採用了由兩個部分組成並且在其機頭以上的兩個滾輪所組成的槍機，用以進入槍管延伸部內的凹槽的延遲反沖作用系統。這種設計主要優點是比氣動式槍機和後座作用的設計簡單，可以有效承受12鉛徑霰彈對槍機的後座力。使用滾輪延遲反沖時槍管為固定式，這樣也使準確度提高。

### 機匣組件
SRM M1216的钢製機匣頂部帶有一段延伸至護木頂部的MIL-STD-1913戰術導軌。拉機柄、拋殼口可以左右更換，使用者可根據自己習慣進行設置。

### 槍管組件
SRM M1216的膛室能夠兼容23⁄4和3英吋麥格農兩種12鉛徑霰彈藥筒。槍管前部設有旋轉彈筒固定架，該固定架上方設有一段MIL-STD-1913戰術導軌，該導軌長度足以安裝準星。

### 護木組件
鋁合金製MIL-STD-1913戰術導軌護木使用螺釘固定在機匣上。護木上方（與機匣頂部的戰術導軌連成一體）以及左右兩側均設有戰術導軌，由於護木下方為旋轉彈筒，因而未設有戰術導軌。而在戰術導軌之間設有一排散熱孔以加快降溫。戰術導軌上可以安裝戰術燈、激光瞄準器等戰術配件。

### 旋轉彈筒組件
SRM M1216的最具特色之處就是其可拆卸式旋轉彈筒。旋轉彈筒上總共具有4個管式彈倉，每個管式彈倉內部可以裝填4發23⁄4和3英吋麥格農兩種12鉛徑霰彈藥筒。
旋轉彈筒安裝在槍管下方，旋轉彈筒固定架前方設有彈筒解脫按鈕，需要取下彈筒時用手指按壓解脫按鈕即可。旋轉彈筒固定架後方左右兩側均設有彈筒旋轉手柄，按壓左側或右側的旋轉手柄，可使旋轉彈筒向左側或右側旋轉90°，當其中一個管式彈倉對正膛室的時候，即可實現供彈。

### 槍托組件
槍托組件當中包括槍托本體、手槍握把及扳機護環。槍托內部裝有複進簧和複進簧導桿。手槍握把前方設有手指凹槽以便握持，射擊時也比較穩定和準確。扳機護圈上設有手動保險，保險柄指向白色的“Ｓ”標記為保險狀態，保險柄指向紅色的“Ｆ”標記為則解除保險狀態，此時可以進行射擊。手動保險上方為無彈後定解脫桿。
當對應的一個管式彈倉內部的霰彈藥筒射盡以後，槍機便呈無彈後定狀態，按壓旋轉彈筒固定架後方左右兩側的彈筒旋轉手柄，使旋轉彈筒內的另一個管式彈倉對正膛室，空倉掛機會自動解脫；若一個旋轉彈筒的彈藥全部射盡，則槍機一直呈空倉掛機狀態，真到重新換上裝有彈藥的旋轉彈筒，並且按壓空倉掛機解脫桿，便可繼續使用該槍進行射擊。

### 分解及重組
SRM M1216的機匣尾部裝有一個固定銷，用工具把固定銷取下即可卸下機匣。從機匣內部取出槍機組件，從槍托裡取出複進簧和複進簧導桿，進行清潔保養，方便不完全分解和維護。重組時則按相反步驟進行。

## 衍生型
薩姆武器公司隨M1216推出了兩款短槍管M1216型號，並分別命名為M1212和M1208。

### M1212
M1212是針對巡警市場的型號，使用330.2毫米（13英吋）長度的槍管，總長度為698.5毫米（27.5英吋），並採用12發（4×3發）可拆卸式旋轉彈筒。由於採用較短的330.2毫米（13英吋）槍管，M1212在全國槍械法（簡稱：NFA）中被歸類為第三類槍械之中的短管霰彈槍。

### M1208
M1208是專門針對特種部隊和軍事承包商的型號，使用254毫米（10英吋）長度的槍管，總長度為622.3毫米（24.5英吋），並採用8發（4×2發）可拆卸式旋轉彈筒。縮短全長有助減輕其重量，同時提高了機動性。由於採用更短的254毫米（10英吋）槍管，M1208在全國槍械法中同樣被歸類為第三類槍械之中的短管霰彈槍。

## 流行文化

### 電子遊戲
- 2007年—《穿越火線》：型號為M1208，但奇怪地命名為“M1216”，而且裝填12發霰彈，每射擊一次轉動一次彈筒。
- 2012年—：命名為“M1216”，以16發彈筒供彈，四發射擊后轉動彈筒。戰役模式中由美國海軍及“核心之日”的僱傭兵所使用，也能夠在解鎖後讓玩家角色裝備。在聯機模式則以解鎖武器登場。可作定制改裝。
- 2012年—《戰爭前線》：型號為M1216，命名為“SRM M1216”，為醫療兵專用武器，以16發彈筒供彈，四發點放后轉動彈筒。專家解鎖，可以改装枪口配件（通用消音器、霰弹枪消音器、霰弹枪制退器、霰弹枪刺刀）以及瞄准镜（EoTech 553全息瞄准镜、绿点全息瞄准镜、红点瞄准镜、Aimpoint Comp M4S瞄准镜、Mojji Zero红点瞄准镜）。
- 2021年—《6》：型號為M1212，命名為RMS-18，以12發彈筒供彈，三發點放后轉動彈筒。

## 資料來源
1. ↑  .   [2013-05-07]. （原始内容存档于2012-09-01）.
2. 1 2 3 4 5  .   [2013-05-07]. （原始内容存档于2012-10-22）.

- （英文）—Semi Automatic Shotgun | SRM Arms（页面存档备份，存于）

## 外部連結
- （英文）—Modern Firearms—SRM Model 1216 shotgun（页面存档备份，存于）
- （英文）—The Firearm Blog.com—
  - SRM Arms Model 1216 Shotgun: 16 round rotating magazine（页面存档备份，存于）
  - SRM Arms 16 Round Semi-Automatic Shotgun（页面存档备份，存于）
  - NRA 2014: SRM Shotguns Bolt for Non-Lethal Loads & SBS Models（页面存档备份，存于）
- （英文）—Tactical-Life.com—
  - SRM ARMS 1216（页面存档备份，存于）
  - Company Spotlight: SRM ARMS
  - SRM Arms 16-Round Semi-Automatic 1216 Tactical Shotgun（页面存档备份，存于）
  - SRM ARMS’ 1216 Semi-Auto Shotgun（页面存档备份，存于）
  - 1216 BULLISH HEAT（页面存档备份，存于）
  - Watch the SRM 1216 Gen 2 16-Round Shotgun in Action（页面存档备份，存于）
  - Best of the Bullpups: Top 10 Compact Rifles and Shotguns（页面存档备份，存于）
  - 12 New Tactical Shotguns For 2014 | Galleries（页面存档备份，存于）
  - Top Tactical Shotguns, Accessories For 2015（页面存档备份，存于）
  - 12 Mission-Ready 12-Gauge Scatterguns（页面存档备份，存于）
- （英文）—Personal Defense World.com—New For 2016: 15 Pump-Action & Semi-Auto Shotguns（页面存档备份，存于）
- （英文）—Shooting Illustrated.com—SRM M1216
- （英文）—SRM Arms Model 1216（页面存档备份，存于）
- （英文）—Liberty Guns and Armor LLC—SRM Arms 1216
- （英文）—Guns Holsters and Gear—SRM Arms Model 1216 Shotgun（页面存档备份，存于）
- （英文）—Cheaper than dirt.com—SRM 1216 Means High Capacity Defense[永久]
- （英文）—Gunblast.com—SRM 1216 12 Gauge Semi-Automatic Fighting Shotgun（页面存档备份，存于）
- （俄文）—Энциклопедия Вооружений－Самозарядное Ружье СРМ 1216 (SRM Arms 1216)